# Wehner Géza
Wehner Géza József (Budapest, 1888. július 8. – Budapest, 1947. április 6.) magyar orgonaművész, Wehner Tibor édesapja.

## Életpályája
Wehner Gyula József (1842–1916) iskolaigazgató és Barczen Gabriella (1849–1914) nyolcadik gyermekeként született. Tanulmányait a Nemzeti Zenedében Tomka István osztályában kezdte, ahol zongorázni tanult, majd elvégezte a Zeneakadémia orgona és zeneszerzés szakjait. Zongoratanára Thomán István volt, zeneszerzés tanulmányait Herzfeld Viktor és Kodály Zoltán irányította, orgonaművészi oklevelét Antalffy-Zsiross Dezső jegyezte. 1914 és 1926 között a Nemzeti Zenede, 1926-tól 1946-os nyugdíjazásáig a Zeneművészeti Főiskola zongora és orgona szakának professzoraként működött. 1914-től haláláig a Pesti Izraelita Hitközség Dohány utcai templomának főorgonistája volt és 1931-ben irányításával újították fel és modernizálták a zsinagóga orgonáját.

## Családja
Felesége Zolnay Mária (1894–1972) volt, Zolnay Vilmos nyelvész húga, akit 1915. október 25-én Budapesten, a Ferencvárosban vett nőül. Házasságukból négy gyermek született: Tibor (1918–1977), Ivor (1920–2008), Yvette (1922–2008) és Odette (1925–1955).

## Emlékezete
Sírja a Farkasréti temetőben volt; megújítás hiányában felszámolták.

## Művei
Orgonaműveket írt.